# Marc Broos

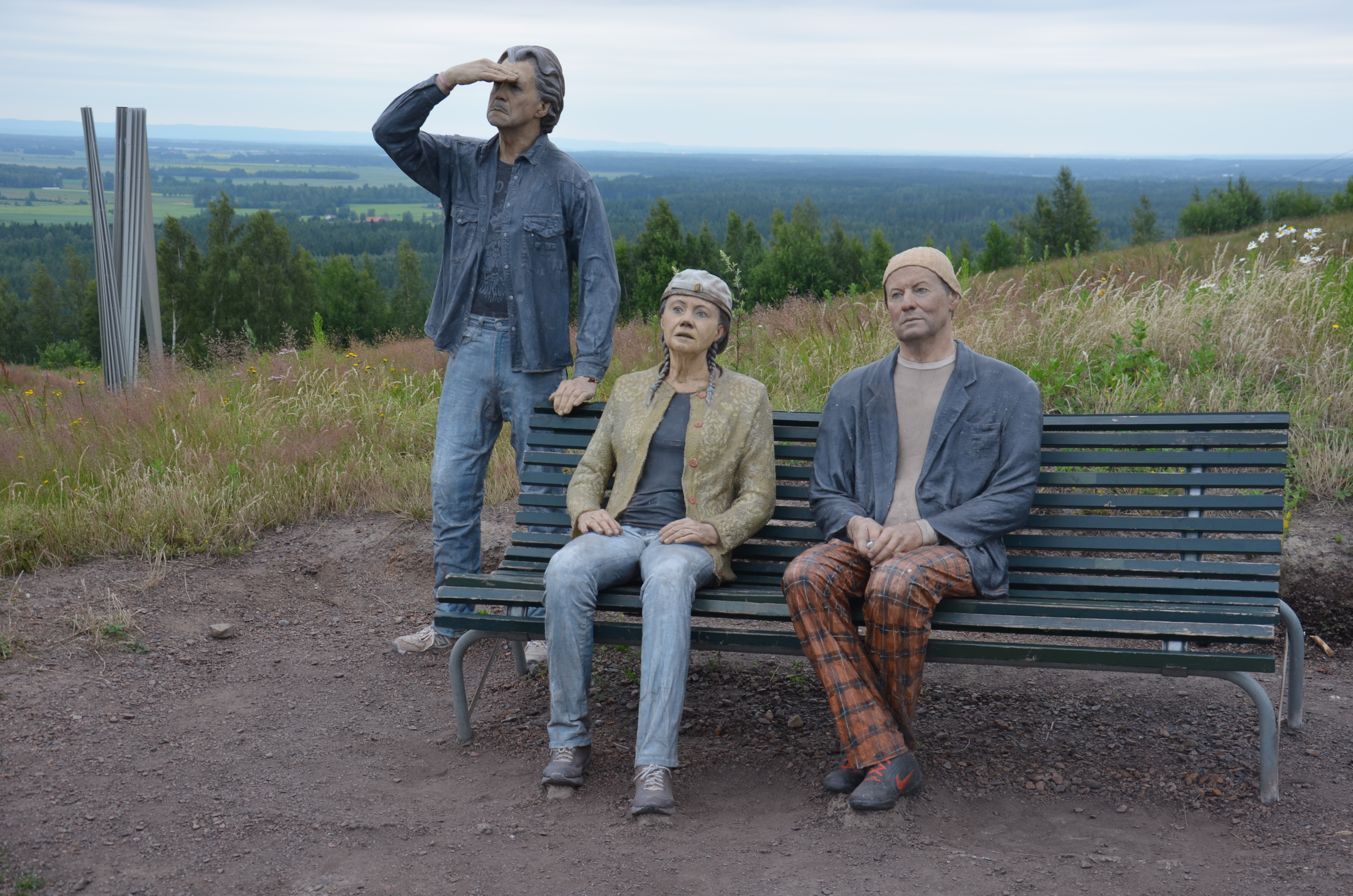
Var finns konstverket? på Konst på Hög

Marc Huibrecht Louis Broos, född 20 april 1945 i Eindhoven i Nederländerna, är en nederländsk-svensk installationskonstnär, skulptör, målare och grafiker.
Marc Broos studerade konst vid Kungliga Konsthögskolan Hertogenbosch i Nederländerna. Han etablerade sig i Värmland under tidigt 1980-tal där han bland annat gick på Kyrkeruds folkhögskola i Årjäng.  
Marc Broos etablerade tillsammans med sin fru Karin Broos konstprojektet och skulpturutställningen Alma Löv Museum i Smedsby i Värmland 1998. Broos är representerad vid bland annat Värmlands läns landsting, Dalarnas museum, Hagfors kommun och Karlstads kommun. 
2020 meddelades att Broos ska tilldelas Lagerlövet av Värmländska Akademien.
Han är far till Sara Broos.

## Offentliga verk i urval
- Var finns konstverket?, 2010, Konst på Hög